# Vene intercostale posterioare
Venele intercostale posterioare sunt vene care drenează spațiile intercostale posterioare. Acestea au un traseu comun cu artera intercostală posterioară corespunzătoare, pe partea inferioară a coastei, vena fiind superioară arterei. Fiecare venă are și o ramură dorsală care colectează sângele din mușchii spatelui. 
Există unsprezece vene intercostale posterioare pe fiecare parte. Modelele lor sunt variabile, dar sunt aranjate în mod obișnuit astfel: 
- Prima vena intercostală posterioară, vena intercostală supremă, se scurge în vena brahiocefalică sau vena vertebrală.
- A doua și a treia (și deseori a patra) venă intercostală posterioară se varsă în vena intercostală superioară.
- Venele intercostale posterioare rămase se drenează în vena azygos, în dreapta sau în vena hemiazygos și hemiazygos accesorie în stânga.